# 圣保禄堂 (威尼斯)
圣保禄堂（Chiesa di San Polo）是一座罗马天主教教堂，供奉圣保禄，位于意大利威尼斯圣保罗区。圣保罗区也是得名于这座教堂。该堂创建于9世纪，而目前的哥特式建筑建于15世纪。钟楼则建于1362年。

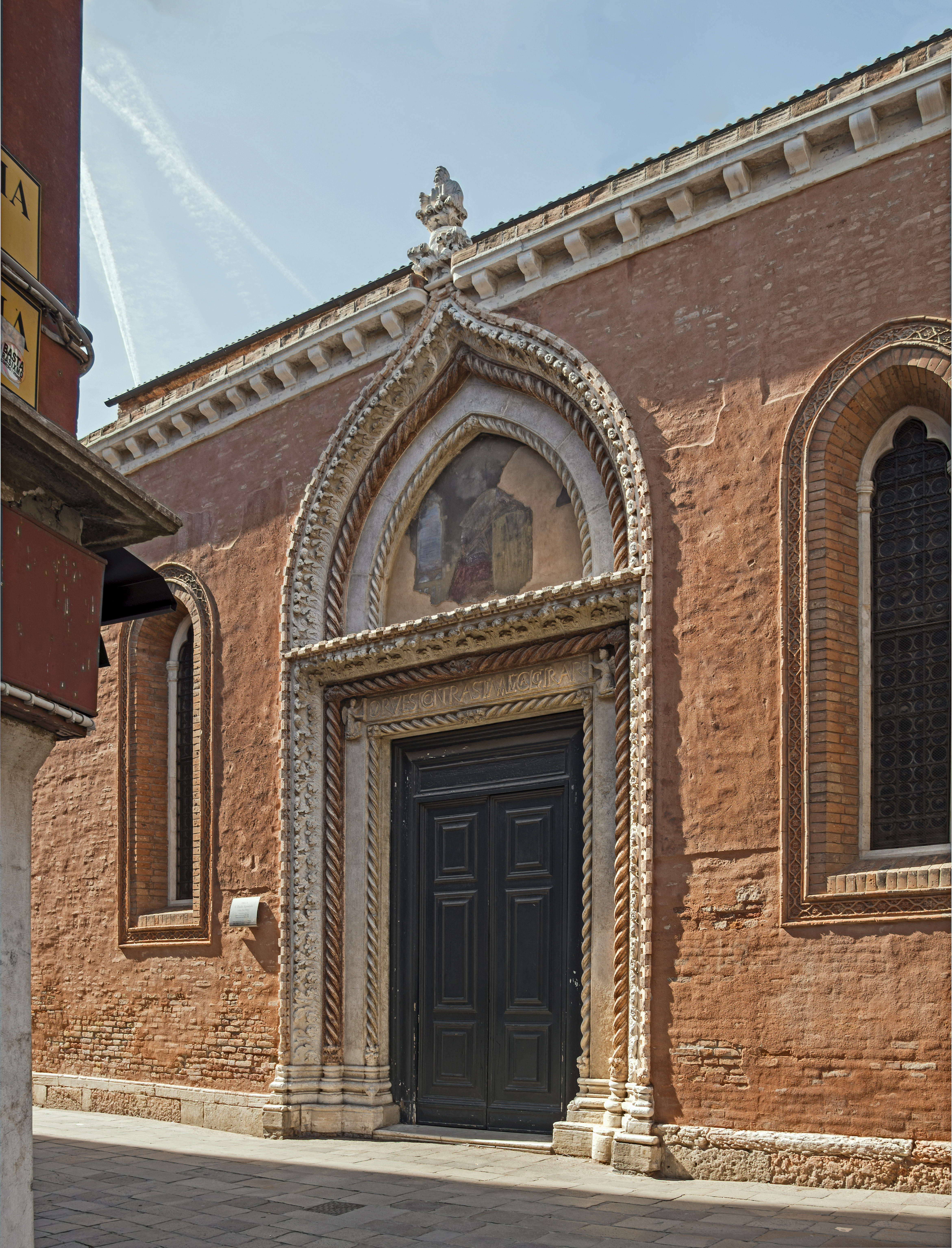
哥特式门上 Salita 圣保罗
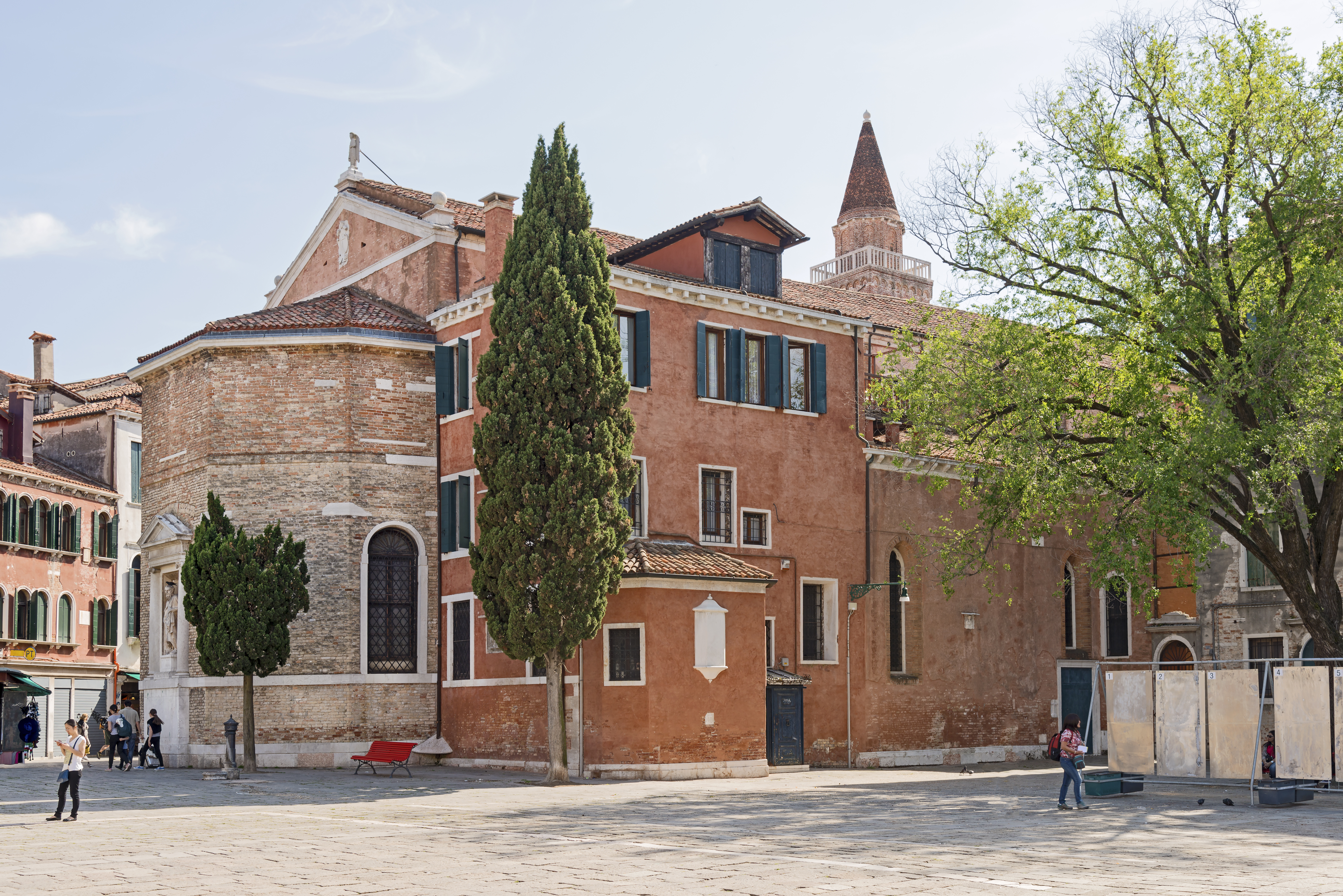
後殿